# Herb Nortorfu

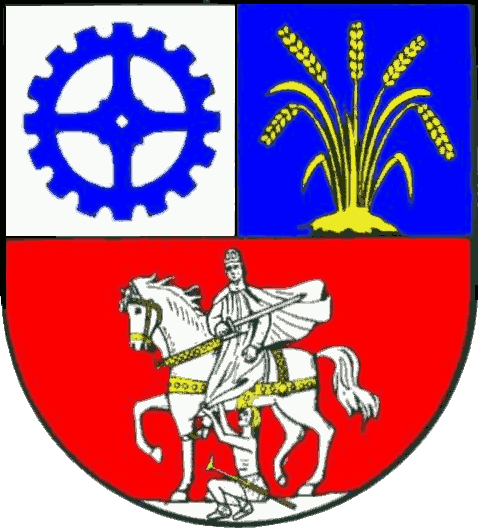
Herb Nortorfu

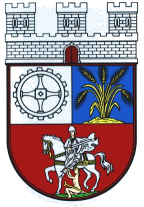
Inna wersja herbu Nortorfu

Herb Nortorfu jest  trójdzielny, dzielony w pas z górnym pasem dzielonym w słup. W górnym heraldycznie prawym polu na srebrnym (białym) tle niebieskie koło zębate. W górnym lewym polu na niebieskim tle złota wiązka pięciu kłosów i czterech liści. W dolnym polu na czerwonym tle siedząca na srebrnym koniu ze złotą uprzężą postać świętego Marcina w srebrnej sukni i takimż płaszczu, ze srebrnym mieczem w uniesionej prawej i opuszczoną lewą ręką. Koń z uniesionymi prawymi nogami stąpa w  prawą stronę, święty Marcin zwrócony w stronę prawą. Pod koniem w półleżącej pozycji na ziemi, zwrócony w prawą stronę, półnagi żebrak wyciągniętymi w górę rękoma ujmujący suknię świętego. O nogi ma opartą złotą kulę inwalidzką. W innej wersji herbu koło zębate jest srebrne, a herb wieńczy srebrna corona muralis z  trzema wieżami oraz czerwoną bramą pośrodku.
Ciekawostką jest przedstawienie konia z jednocześnie uniesionymi obiema prawymi nogami.
Nortorf jedną z najstarszych parafii w Holsztynie. Kościół pod wezwaniem świętego Martin istniał tu prawdopodobnie już w połowie XII w. Postać świętego na herbie nawiązuje do tego patrona. Jego odwzorowanie można już odnażć na pieczęci z 1631 roku. Kłosy nawiązują do rolnictwa jako historycznego źródła dochodów, a koło zębate do rozwoju nowoczesnego centrum handlowego i przemysłowego. Kolory niebiesko-srebrno-czerwone są barwami kraju Szlezwik-Holsztyn.